# Liste der Abgeordneten zum Oberösterreichischen Landtag (XXVIII. Gesetzgebungsperiode)
- ÖVP: 21
- FPÖ: 18
- SPÖ: 11
- GRÜNE: 6

Diese Liste der Abgeordneten zum Oberösterreichischen Landtag (XXVIII. Gesetzgebungsperiode) (Stand 21. Juli 2018) listet alle Abgeordneten zum Oberösterreichischen Landtag in der XXVIII. Gesetzgebungsperiode (2015 bis 2021) auf.

## Geschichte
Nach der Landtagswahl in Oberösterreich 2015 entfallen von den 56 Mandaten 21 auf die Österreichische Volkspartei (ÖVP), 18 auf die Freiheitliche Partei Österreichs (FPÖ), 11 auf die Sozialdemokratische Partei Österreichs (SPÖ) und 6 auf Die Grünen Oberösterreich (GRÜNE).
Die Gesetzgebungsperiode begann mit der konstituierenden Sitzung am 23. Oktober 2015. Die konstituierende Sitzung wählte nach der Angelobung der Landtagsmitglieder die Landesregierung Pühringer V.

## Funktionen

### Landtagspräsidenten
Im Präsidium gab es zu Beginn der Gesetzgebungsperiode keine personellen Änderungen gegenüber der vorhergehenden Gesetzgebungsperiode, allerdings änderte sich die Reihenfolge: Viktor Sigl (ÖVP) blieb Erster Landtagspräsident, der bisher Dritte Landtagspräsident Adalbert Cramer (FPÖ) wurde Zweiter und die bisher Zweite Präsidentin Gerda Weichsler-Hauer (SPÖ) wurde Dritte Präsidentin.
Am 30. Jänner 2020 wurde Wolfgang Stanek (ÖVP) als Nachfolger von Viktor Sigl zum Landtagspräsidenten gewählt.

### Klubobleute
Bei SPÖ und Grünen blieben mit Christian Makor-Winkelbauer und Gottfried Hirz die Klubobmänner unverändert. Einen Wechsel gab es bei der ÖVP und FPÖ. Nachdem der bisherige ÖVP-Klubobmann Thomas Stelzer zum Landeshauptmann-Stellvertreter gewählt worden war, übernahm Helena Kirchmayr die Funktion der ÖVP-Klubobfrau. Bei der FPÖ wurde der zum Landesrat gewählte Günther Steinkellner durch Herwig Mahr abgelöst.
Im September 2020 übernahm aufgrund der Babypause von Helena Kirchmayr Christian Dörfel bis zum Ende der Wahlperiode die ÖVP-Klubführung.
Ende November 2020 legte Christian Makor-Winkelbauer alle politischen Funktionen zurück. Zu seinem Nachfolger als SPÖ-Klubchef wurde Michael Lindner gewählt.
Im Mai 2021 trat Gottfried Hirz als Klubobmann zurück, in dieser Funktion folgte ihm Severin Mayr nach.

### Landtagsabgeordnete
| Name                        | Fraktion | Fraktion | Anmerkung |
| --------------------------- | -------- | -------- | --- |
| Aichinger Walter            |          | ÖVP      | bis 20. September 2018, Nachrücker Peter Oberlehner |
| Aspalter Regina             |          | ÖVP      | |
| Bahn Peter                  |          | FPÖ      | |
| Baldinger Alois             |          | FPÖ      | |
| Bauer Roswitha              |          | SPÖ      | bis Juni 2021, Nachrückerin Heidi Strauss |
| Binder Peter                |          | SPÖ      | |
| Binder Sabine               |          | FPÖ      | ab 7. Juli 2016, Nachfolgerin von Wolfgang Klinger |
| Böker Ulrike                |          | GRÜNE    | |
| Bors Johanna                |          | GRÜNE    | seit 30. Jänner 2020, Nachrückerin für Stefan Kaineder |
| Brunner Annemarie           |          | ÖVP      | bis 30. Jänner 2020 Nachrücker: Christian Kolarik |
| Buchmayr Maria              |          | GRÜNE    | |
| Cramer Adalbert             |          | FPÖ      | |
| Csar Peter                  |          | ÖVP      | |
| Dörfel Christian            |          | ÖVP      | |
| Ecker Georg                 |          | ÖVP      | |
| Fischer Michael             |          | FPÖ      | |
| Frauscher Alfred            |          | ÖVP      | |
| Froschauer Anton            |          | ÖVP      | seit 19. September 2019; Nachrücker für Gabriele Lackner-Strauss                                                                                          |
| Graf Franz                  |          | FPÖ      | |
| Gruber Michael              |          | FPÖ      | |
| Handlos Peter               |          | FPÖ      | |
| Hattmannsdorfer Wolfgang    |          | ÖVP      | |
| Hingsamer Johann            |          | ÖVP      | |
| Hirz Gottfried              |          | GRÜNE    | |
| Höckner Jürgen              |          | ÖVP      | Mandat im Dezember 2020 ruhend gestellt Nachrückerin Sybille Prähofer                                                                                     |
| Hummer Doris                |          | ÖVP      | bis 2017, Nachfolgerin Elisabeth Kölblinger |
| Kaineder Stefan             |          | GRÜNE    | Wechsel in den Nationalrat mit 23. Oktober 2019 bzw. als Landesrat der Landesregierung Stelzer I Nachrückerin im Landtag mit 30. Jänner 2020 Johanna Bors |
| Kattnigg Evelyn             |          | FPÖ      | |
| Kirchmayr Helena            |          | ÖVP      | |
| Knauseder Gabriele          |          | SPÖ      | ab 17. Juni 2021, Nachrückerin für Erich Rippl |
| Kolarik Christian           |          | ÖVP      | seit 30. Jänner 2020, Nachrücker für Annemarie Brunner |
| Kölblinger, Elisabeth       |          | ÖVP      | ab 21. September 2017, Nachfolgerin von Doris Hummer |
| Klinger Wolfgang            |          | FPÖ      | bis 5. Juli 2016, Nachfolgerin Sabine Binder |
| Krenn Hermann               |          | SPÖ      | |
| Kroiß Rudolf                |          | FPÖ      | |
| Lackner Silke               |          | FPÖ      | |
| Lackner-Strauss Gabriele    |          | ÖVP      | bis 19. September 2019; Nachrücker Anton Froschauer |
| Langer-Weninger Michaela    |          | ÖVP      | |
| Lindner Michael             |          | SPÖ      | ab 11. Oktober 2018, Nachrücker für Thomas Punkenhofer |
| Mahr Herwig                 |          | FPÖ      | |
| Makor-Winkelbauer Christian |          | SPÖ      | bis 3. Dezember 2020, Nachrückerin Doris Margreiter |
| Manhal Elisabeth            |          | ÖVP      | |
| Margreiter Doris            |          | SPÖ      | ab 3. Dezember 2020, Nachrückerin für Christian Makor-Winkelbauer                                                                                         |
| Mayr Severin                |          | GRÜNE    | |
| Müllner Petra               |          | SPÖ      | |
| Nerat Alexander             |          | FPÖ      | |
| Neubauer Anita              |          | FPÖ      | ab 9. November 2017, Nachfolgerin von Brigitte Povysil |
| Oberlehner Peter            |          | ÖVP      | ab 20. September 2018, Nachrücker für Walter Aichinger |
| Peutlberger-Naderer Gisela  |          | SPÖ      | |
| Povysil Brigitte            |          | FPÖ      | bis 9. November 2017, Nachfolgerin Anita Neubauer |
| Prähofer Sybille            |          | ÖVP      | seit 22. April 2021, Nachrückerin für Jürgen Höckner |
| Pröller Günter              |          | FPÖ      | |
| Promberger Sabine           |          | SPÖ      | |
| Pühringer Martina           |          | ÖVP      | bis 19. September 2019, Nachrückerin Barbara Tausch |
| Punkenhofer Thomas          |          | SPÖ      | bis 10. Oktober 2018, Nachrücker Michael Lindner |
| Raffelsberger Rudolf        |          | ÖVP      | |
| Rathgeb Josef               |          | ÖVP      | |
| Ratt Walter                 |          | FPÖ      | |
| Rippl Erich                 |          | SPÖ      | bis Juni 2021, Nachrückerin Gabriele Knauseder |
| Schaller Hans Karl          |          | SPÖ      | |
| Scheiblberger Gertraud      |          | ÖVP      | seit 30. Jänner 2020, Nachrückerin für Viktor Sigl |
| Schießl David               |          | FPÖ      | |
| Schwarz Ulrike              |          | GRÜNE    | |
| Sigl Viktor                 |          | ÖVP      | bis 29./30. Jänner 2020 Nachfolger als Landtagspräsident Wolfgang Stanek Nachrückerin Gertraud Scheiblberger                                              |
| Stanek Wolfgang             |          | ÖVP      | Landtagspräsident seit 30. Jänner 2020 als Nachfolger von Viktor Sigl                                                                                     |
| Strauss Heidi               |          | SPÖ      | ab 17. Juni 2021, Nachrückerin für Roswitha Bauer |
| Tausch Barbara              |          | ÖVP      | seit 19. September 2019, Nachrückerin für Martina Pühringer                                                                                               |
| Tiefnig Ferdinand           |          | ÖVP      | ab 31. Jänner 2019, Nachrücker für Gerald Weilbuchner |
| Wall Ulrike                 |          | FPÖ      | |
| Weichsler-Hauer Gerda       |          | SPÖ      | |
| Weilbuchner Gerald          |          | ÖVP      | ab 25. Jänner 2018, Nachfolger von Franz Weinberger bis 31. Jänner 2019, Nachrücker Ferdinand Tiefnig                                                     |
| Weinberger Franz            |          | ÖVP      | bis 25. Jänner 2018, Nachfolger Gerald Weilbuchner |